# داخل مكة المكرمة
داخل مكة هو فلم وثائقي أنتج عام 2003 من قبل ناشيونال جيوغرافيك عن طريق أنيسة مهدي، يقدم الفيلم صورة عن الحج السنوي إلى مكة المكرمة. بصرف النظر عن توفير البصيرة فيما يتعلق بمبادئ الإسلام العالمي، هذا الإنتاج يؤكد الأهمية التاريخية لمكة المكرمة ولكل من المسلمين وغير المسلمين. غالباً ما تشكل رحلة ذات أبعاد أسطورية، فيتبع عدة الحجاج طوال رحلتهم، ويسلط الضوء على الإعداد البدني والعقلي، والضغط الناجم عن الرحلة، والنشوة الروحية عند الوصول. يروي الفيلم الممثل الأمريكي كيث ديفيد.

## دي في دي
بعد البث في قناة ناشيونال جيوغرافيك صدر الوثائقي بتقنية البلو راي دي في دي.

## وصلات خارجية
- داخل مكة المكرمة على موقع IMDb (الإنجليزية)
- داخل مكة المكرمة على موقع قاعدة بيانات الفيلم (الإنجليزية)
- داخل مكة المكرمة على موقع ليتربوكسد (الإنجليزية)
- داخل مكة المكرمة على موقع كينوبويسك (الروسية)

- عن عرض داخل مكة المكرمة: قناة ناشيونال جيوغرافيك في الشرق الأوسط